# نقش أموغاباسا

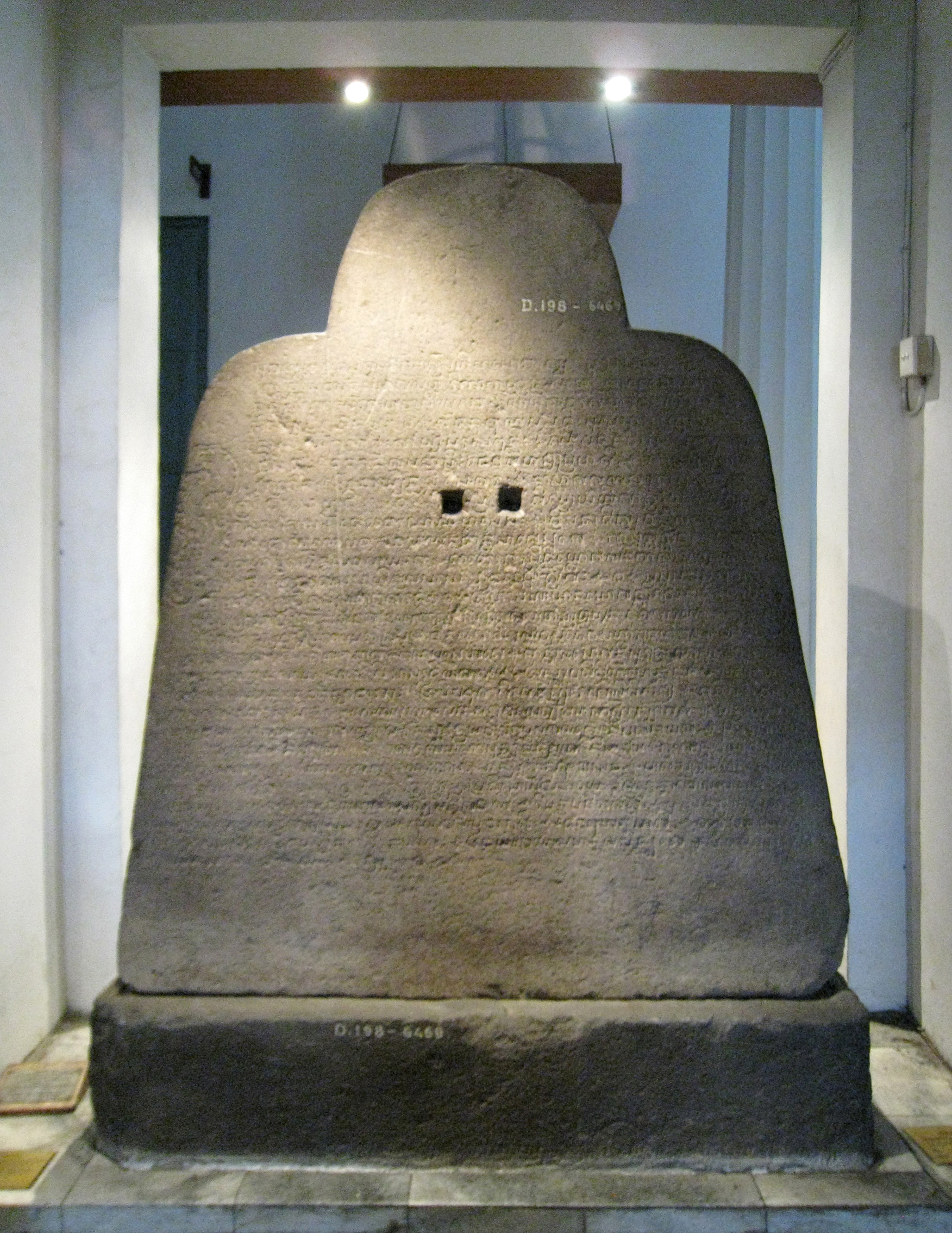
النقش مكتوب على خلفية تمثال أموغابا، بينما تسمى القاعدة المستطيلة نقش بادانغ روكو.

نقش أموغاباسا (بالإندونيسية: Prasasti Amoghapasa) هو نقش منقوش على ظهر pāduka Amoghapāśa على النحو المشار إليه في نقش بادانغ روكو.
في عام 1347م أضاف الملك أديتياوارمان ملك مملكة باجارويونغ هذه النقش على ظهر التمثال،:232 وأعلن أن التمثال يصور نفسه. تم تخزين النقش حال اكتشافه في المتحف الوطني لإندونيسيا في جاكرتا عاصمة إندونيسيا برقم الجرد D.198-6469 (جزء التمثال).